# Kumandynci
Kumandynci nebo Kumandinci (kumandynsky Къуманды → Kumandy, Къуманда → Кumanda, Къубанды → Kubandy, Къуўанды → Kujandy, Къувандыг → Kuvandyg, rusky Кумандинцы → Kumandinci) jsou autonomní národ jižní Sibiře a jsou větví historických Kumánů, kteří ve středověku tvořili západní větev Kypčaků . Pobývají hlavně v středo-jižní oblasti Altajského kraje, Altajské republice a Kemerovské oblasti, ale taky v přilehlé oblasti Kazašského Zajsanu.
Část Kumandynců žijících na březích řeky Bija, počínaje od ústí řeky Kuu (rusky „Lebeď“ → „labuť“) po proudu, téměř do města Bijsk, a taky podél dolního toku řeky Katuň, se v současné době (1969) sjednotila s místní ruskou populací.

## Etnický původ
Čínská kronika Čou-šu z roku 636, zaznamenává starobylou turkickou legendu, která vypráví o původu předků dávných Turků, žijících ve státě nebo zemi So (Sakové), nacházející se severně od Siung-nuů (Asijští Hunové)

N. Aristov tvrdí:

| „                 | Soové, kteří byli malým zbytkem, pravděpodobně ne příliš malého kmene starověku, by měli být na severní straně Altaje, jelikož jeho jižní svahy byly součástí Siung-nuského území | “ |
| — Nikolaj Aristov | |   |

O.Pritsak rovněž identifikoval Sooy se Sachy (vlastní jméno Jakutů), a s etnonymem Sagaj a Sakaj. Dále stanovil, že pojem „Kuman“ v názvu Kumandy je totožný s názvem Kypčackých Kumánů (rusky Polovců) Název Seok Ton vysvětluje jako etnonyma, které odráží jejich hospodářské zaměření. Jako jedno slovo znamená „chovatel sobů“.

### Dělení Kumandynců podle Radloffa
Podle Wilhelma Radloffa se Kumandynci skládali:
1. ze dvou zajsanlyků, kumandynsky: jайсан
  - Dolní Kumandynci – kumandynsky: (Örö → dolní)
    - So
    - Kubandy
2. ze čtyř seoků, kumandynsky: сӧӧк –[6]:
  - Horní Kumandynce – kumandynsky: (Altına → horní)
    - Tastar
    - Juty
    - Čabraš
    - Ton-Kubandy

Antropologicky patří severní Altajové k uralskému typu. Mongoloidní příměs v jejich kavkazoidním fenotypu je mnohem méně výrazná než u jižních Altajců. Paměti o chovatelích sobů patřící historicky vzdáleným předkům některé části Kumandynců vysvětlují; v etnogenezi Kumandynců mohou participovat jižní kmeny Něnců, jejichž příslušníci jezdili na kultivovaných sobech, typicky používaných nejen pro přepravu, ale také sloužili jako zdroj potravy a oblečení. Etnologicky, Kumandy-seokové mají své vlastní původní mýty, z nichž Leonid Pavlovič Potapov dospěl k závěru, že se jedná o lidi sloučené z různých prostředí: pastorační stepní kočovníci Kumáni, tajžští lovci Čabašové (Čabat), pastevci sobů Něnci a rybářské kmeny Tastarů.

### Dělení Kumandynců podle Potapova
Kumandynci, které L. P. Potapov etnicky určil, se skládali ze šesti seoků:
| číslo | Kumáno-sakské jméno | analyzované jméno                                 | etnická a jazyková příslušnost                                         | období                                | poznámka |
| ----- | ------------------- | ------------------------------------------------- | ---------------------------------------------------------------------- | ------------------------------------- | -------- |
| 1     | So                  | So (Sakové) (Se, Sek, Saka)                       | Rodičovský kmen antických Turků                                        | před 4. stoletím                      | [ 1 ]    |
| 2     | Kubandy             | Kuman (Kumáni) (Cuman, Kuban, Kun)                | Objevují se po rozpadu Kangařského státu                               | 7. století                            | [ 1 ]    |
| 3     | Tastar              | Kuman (Kumáni) (Cuman, Kuban, Kun); Asové (Azové) | Objevují se po rozpadu Kangařského státu                               | 7. století                            | [ 1 ]    |
| 4     | Džuty (Čuty)        | Telejové (Teleuti)                                | Telejové (Teleuti) byli členy Turkutských kaganátů                     | 6.–8. století                         | [ 1 ]    |
| 5     | Čabaš (Čabat)       | neznámé                                           | neznámé                                                                | neznámé                               | [ 1 ]    |
| 6     | Ton (Ton-Kubandy)   | Něnecký lid                                       | Altaj-kiži seokové Tongjoan, Tuvinská skupina Tongaků neznámého původu | 12. století v „Tajné kronice Mongolů“ | [ 1 ]    |

## Dějinný vývoj

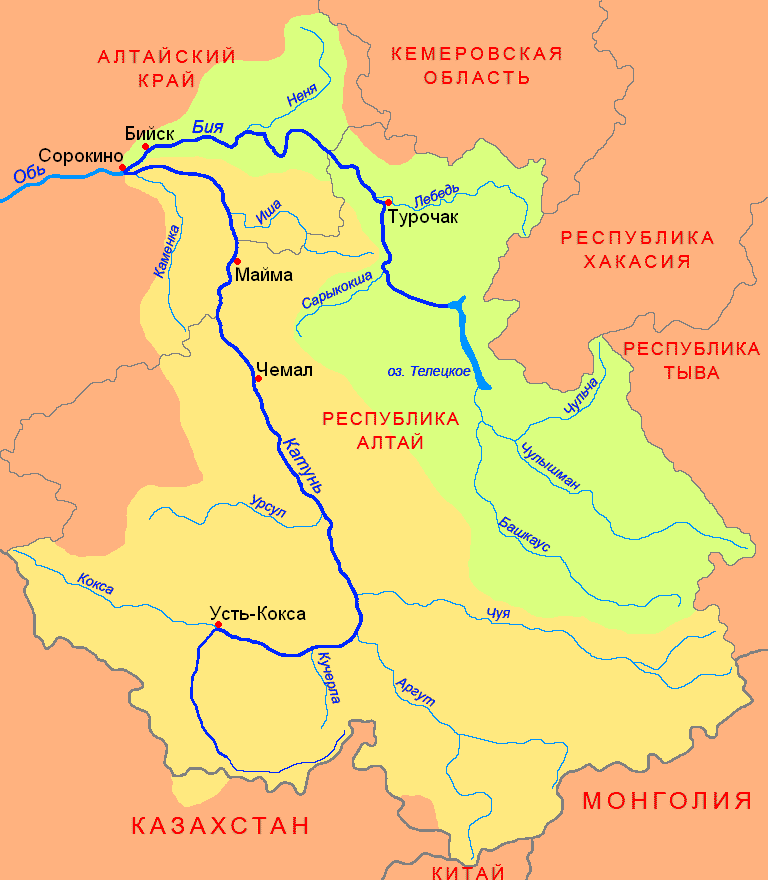
Rozsídlení Kumandynců:
Republika Altaj, Altajský kraj a Kemerovská oblast

N. Aristov propojil Kumandynce a jejich klan Čelkance s potomky starověkých Turků, kteří v 6. až 8. století vytvořili ve Střední Asii silný kočovný útvar, který získal historický název Turkutský kaganát. Podle Vasilije Vasiljeviče Radlova jako přístřešky Kumandinců byly chatrče obvykle vyráběné z hrubé kulatiny stromu, hliněné chýše a skládací stany vyrobené z kůry buku.
„V období od roku 900 do 1220 rozšířila Kypčacko-Kumánská konfederace → Dešt-i Kypčak svůj politický vliv v širokých stepích od Altaje až ke Krymu a Dunaji. Přilehlé stepi Tobol-irtyšského regionu (alespoň kolem jezera Zajsan) byly v oblasti této konfederace. Členové konfederace byli také nepochybně předkové těchto Kumandynců a Teleutů, což je doloženo jejich jazykem, který jako jazyk Barabinských Tatarů patří do skupiny Kypčaků“.
Do 17. století žili Kumandynci podél řeky Čaryš, poblíž jejího soutoku s řekou Ob, odkud uprchli do Altaje. Jejich migrace byla řízená jejich neochotou platit jasak ruskému panovníkovi . Zde našli útočiště ve spojenectví s místním lidem. Stali se známými jako samostatný lid Seoků.

## Populace a jazyk
Po sjednocení s Rusy, byl původní počet 39 Sooků zapomenut. Dnes[kdy?] je jich deset a jsou uváděni jako: Šabat, Čedirbek, Kizilkös, Apaškös, Toñ-Ton, Toñil-Tunal, Sakpijik-Sakpijok, Toguz, Komnoš-Komdoš, Küzen.
Dle sčítání lidu z roku 1926 na území Ruska žilo 6335 Kumandynců. Při sčítání lidu z roku 2002 jich bylo jen 3114. Kumandynci (Kubandy 3114 osob, Kumandy 1413 osob, Oree Kumandy 1701 osob, Tadar-kiži s jazykem Kumandinců 1704 osob, Tjubere Kumandy 756 osob).
Kumandynský jazyk je příbuzný čagatajské (karlukské) větve jazyků a byl uznán jako jazyk.
Nicméně, v roce 2006 v souvislosti s novou klasifikací, jej etnografové tendenčně přiřadili k sibiřským jazykům jako jeden z altajských dialektů. Pro Kumandynce v Altajském kraji byla pro použití písma vytvořená azbuka. „Dialekt kumandy-kiži“ (1972), „dialekt Kuu Tatarů-čelkanců (Kuu-kiži)“ (1985) (turkické „kiži“ → „lid“, častý etnonym tvořící přípony).